# Gnorimosphaeroma oregonensis
Gnorimosphaeroma oregonensis is een pissebed uit de familie Sphaeromatidae. De wetenschappelijke naam van de soort is voor het eerst geldig gepubliceerd in 1853 door Dana.